# Catholic News Agency
Catholic News Agency (CNA) je zpravodajská služba vlastněná Eternal Word Television Network (EWTN), která poskytuje zprávy týkající se katolické církve celosvětovému anglofonnímu publiku. Byla založena v roce 2004 v Denveru ve státě Colorado ve Spojených státech jako anglická sekce celosvětové skupiny ACI Group, která vydává španělsky psaný zpravodajský servis ACI Prensa. V roce 2014 ji převzala společnost EWTN, která sídlí ve Washingtonu, D.C.
Od ledna 2023 je výkonnou ředitelkou CNA Jeanette De Melo, dlouholetá šéfredaktorka National Catholic Register, který rovněž patří EWTN. De Melo od ledna 2023 tedy působí jako výkonná ředitelka jak časopisu Register, tak CNA.
V roce 2011 CNA prohlásila, že její redakce bude redakcím novin zdarma poskytovat zpravodajství, publicistiku, komentáře a fotožurnalistiku.
CNA vedl šéfredaktor J. D. Flynn od 1. srpna 2017 do 31. prosince 2020, kdy spolu s šéfem washingtonské kanceláře Edem Condonem odešel a založil The Pillar.